# چارلز بینگلی

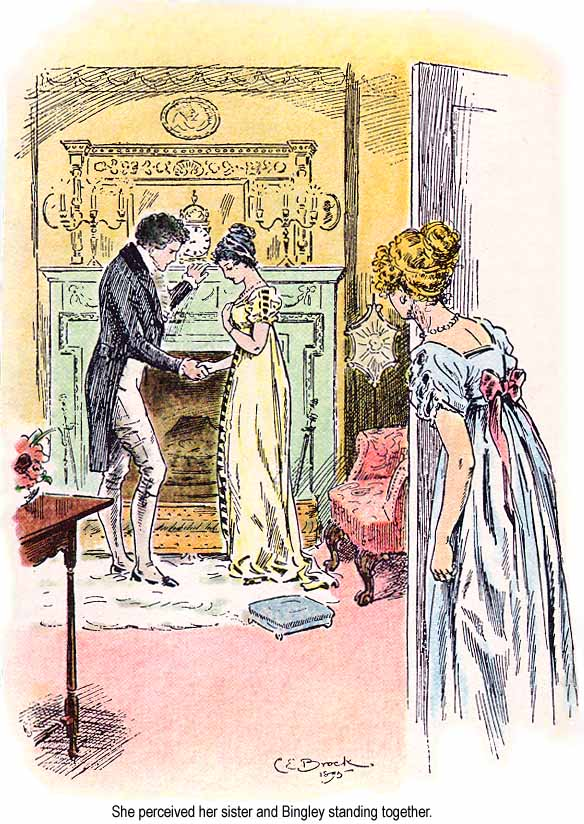
الیزابت، چارلز و جین را در کنار هم می‌بیند و به مهرشان پی می‌برد.

چارلز بینگلی یکی از شخصیت‌های محوری غرور و تعصب نوشتهٔ جین آستین است. او جوانی خوش‌چهره، خوش‌رفتار، نیک‌سرشت و سرمایه‌دار است که ملکی در هرتفردشر اجاره می‌کند و با ورودش به این شهر جنب و جوشی در خانواده‌های پیرامون که او را مورد مناسبی برای دختران خود می‌دانند بپا می‌کند. چارلز نهایتاً عاشق جین بنت می‌شود.
معشوق او دختری زیبا، مهربان، نیک‌خواه و خوش‌دل بوده چارلز را نیز در دل دوست دارد ولی عشق او را به نحو آشکار پاسخ نمی‌دهد. از طرفی رفتار سبُک مادر جین و تنگ‌دستی خانواده‌اش بهانه‌هایی دست خواهران چارلز و دوست نزدیکش فیتزویلیام دارسی می‌دهد تا چارلز را مردّد کرده از عشق جین پشیمان نمایند. چارلز نیز تحت تأثیر این کارها، ناگهانی هرتفردشر را ترک کرده به لندن می‌رود و جین را با اندوه، افسردگی و گوشه‌گیری رویارو می‌کند.
این کوچ ناگهانی باعث می‌شود در جای‌جای داستان به نبود عزم و ارده در چارلز بینگلی و شخصیت متزلزل او که البته از خوبی و صاف‌وسادگی‌اش سرچشمه می‌گیرد، اشاراتی بشود.
در بخش‌های پایانی داستانْ بینگلی باز هم تحت تأثیر اندیشهٔ فیتزویلیام دارسی مبنی بر آگاه کردن او از عشق جین، به ندای دل خود که هم‌چنان جایگاه مهر جین است پاسخ مساعد داده به هرتفردشر برمی‌گردد و با مهمان شدن در خانهٔ آقای بنت موجبات خشنودی بی‌حد و مرز خودش و محبوبش را فراهم می‌کند.

## بن‌مایه
- نونهالی، مهشید (۲ اسفند ۱۳۸۴). «غرور و تعصب». کتاب نیوز. دریافت‌شده در ۲۸ شهریور ۱۳۹۸.